# Черкасский, Михаил Алегукович
Князь Михаил Алегукович Черкасский (1641 — предположительно, 1712) — государственный деятель времён царей Алексея Михайловича и Петра I. Сын кабардинского князя Алегуко Сунчалеевича и внук служилого князя Сунчалея Канклычевича. Стольник (1668), воевода в Великом Новгороде (1674—1675), боярин (1678), воевода в Казани (1681), наместник Казанский и Ярославский (1682).

## Биография
Черкесский (кабардинский) князь Михаил Алегукович выехал на службу в Москву в 1664 году. В 1668 году был пожалован в стольники. В 1674 году (20 декабря) назначен воеводой в Новгороде с титулом наместника Ярославского (для дипломатических сношений). В конце 1677 или в начале 1678 года значится в боярах, и на первой неделе Великого поста в 1678 году показан первым из бояр «у действа» и Соборной церкви Успения Пресвятыя Богородицы.
В том же году назначен первым воеводой большого полка у Киева против турок. Энергично принялся за укрепление обороны города, построил в окрестностях несколько крепостец, навёл через Днепр мост «на стругах». Турки, узнав о готовящемся им отпоре, не двинулись на Киев и вскоре заключили мир. За укрепление Киева Государь пожаловал Черкасского: послал ему навстречу стольника и «изволил спрашивать о здоровье и за службы жаловал своим милостивым словом».
В августе того же года при дипломатических сношениях ему велено писаться наместником Казанским; 30 сентября Черкасский был уже в Москве «у руки Государевой» и снова жалован милостивым словом, а уезжая из Москвы, государь оставил его в Москве первым из бояр. В 1679 году Черкасский был воеводой в полку в Переяславле, затем воеводой в Казани, а по заключении, в 1681 году, перемирия на двадцать лет с турками и крымскими татарами, за заслуги свои во время войны с ними получил 1 апреля 1682 года, из поместья в вотчину 500 четвертей в Московском, Суздальском и Луховском уездах. В этом же году был назначен членом Государевой Думы и подписал «Соборное деяние об уничтожении случаев и местничества».
Во время Стрелецкого бунта рисковал собственной жизнью, чтобы спасти своего личного врага боярина Артамона Матвеева — сначала уговаривал стрельцов, а затем, видя, что убеждения не действуют, силой вырвал его из их рук. Насколько велико было его влияние при дворе видно уже из того, что с ним приходилось считаться даже таким лицам, как временщик князь В. В. Голицын; в письмах этого последнего к Шакловитому ясна тревога, боязнь перед всё возрастающим значением князя Черкасского. В «Дворцовых Разрядах» этого времени имя князя Михаила Алегуковича встречается исключительно на первых местах и он осыпается царскими милостями.
С воцарением Петра I роль и значение Черкасского возрастает, как видного и деятельного члена партии царицы Наталии Кирилловны. Во время поездки Государя в Воронеж, Черкасский оставлен был первым в Москве и ему поручено «ведать все государевы дела». Он принимал деятельное участие в следственной комиссии о Стрелецком бунте. Для Азовского похода Черкасский на собственные средства построил корабль, и Пётр в одном из писем даёт об этом корабле отзыв как об одном из самых лучших.
После азовских походов по возвращении Петра в Москву были созваны бояре и приближённые его величества и по единогласному решению под большим влиянию Петра, Князю Черкасскому был присвоен титул первого генералиссимуса России. В журнале «Вопросы истории» № 5 1988 г. в статье Николая Томенко приводится цитата из книги А. Г. Брикнера «Иллюстрированная книга Петра Великого» (т.1 СПб, 1902, с. 155—156): "Для решения столь важного вопроса о начальствовании Петр I ещё 14 декабря 1695 года созвал Совет. На него пригласил Гордона, Лефорта и других лиц. Дело уже было решено ранее, и генералиссимусом был избран князь Черкасский.
Популярность князя Михаила Алегуковича в это время была так велика, что в 1700 году какой-то «книгописец» Гришка Талицкий составил письмо, в котором называл Петра антихристом и «приказывал народу отступить от него… и чтобы выбрали в правительство боярина князя М. А. Черкасского, для того, что он человек добрый». В том же году был сформирован отдельный полк из «школьников всех школ» и во главе его был поставлен князь Михаил Алегукович. Во время своих отлучек из Москвы, что в это время случалось очень часто, Пётр почти всегда оставлял своим заместителем князя Черкасского, вёл с ним деятельную переписку, сообщал о своих победах и в письмах ко многим из своих сподвижников приказывал «исправлять, не описываяся, всё, о чём станет говорить господин Черкасский». С 1702 по 1705 год Черкасский «сидел в Расправной палате». В 1707 году он был назначен воеводой в Москве, где скорее можно было ожидать Карла XII, а «товарищей ему прибрать по воле своей, кого и сколько похочет». В 1708 году у него в имении обедал царевич Алексей Петрович.
Год смерти князя М. А. Черкасского в точности не известен. Предположительно, умер в 1712 году. Современники дали ему самую лестную характеристику. «Он отличался» — пишет И. Корб, — «степенностью, приличной его пожилым летам… и своей честностью, непорочной жизнью… заслужил всеобщую любовь». Пётр, возвратившись из первой заграничной поездки, не обрезал бород только у боярина Т. Н. Стрешнева и князя М. А. Черкасского, ввиду их преклонного возраста и общего к ним уважения.

## Семья
Был дважды женат. Первая жена — Евдокия Даниловна, дочь окольничего князя Данилы Степановича Великогагина. Дети:
- Андрей (1668—1701) — комнатный стольник царей Ивана и Петра Алексеевичей, один из первых офицеров Преображенского полка. В 1695—1696 годах участвовал в Азовских походах. Был женат (с 1683 года) на Анне Федоровне (1662—1709), дочери боярина князя Фёдора Фёдоровича Куракина. Их единственный сын — Александр Андреевич Черкасский.

- Василий — потомства не оставил.

- Борис (1679—1721) — комнатный стольник царей Ивана Петра Алексеевичей, поручик лейб-гвардии Семеновского полка (1699), затем капитан лейб-гвардии. Был женат (с 1694 года) на Марфе Степановне (1680—1723), дочери князя Степана Васильевича Ромодановского.

Вторым браком женился на Евдокии Ивановне (1672—1738), дочери князя Ивана Дмитриевича Пожарского, вдове стольника Семёна Никитича Боборыкина. Дети:
- Анна (ум. после 1716), жена (с 1692 года) князя Владимира Михайловича Долгорукого (ум. 1716).